# Joli Désastre
Série
Beautiful Wedding
(2024)
Pour plus de détails, voir Fiche technique et Distribution.
Joli Désastre (Beautiful Disaster) est un film américain réalisé par Roger Kumble, sorti en 2023.

## Synopsis
Abby, une étudiante, essaie d'échapper à son passé et de résister à son attirance pour un mauvais garçon, Travis.

## Fiche technique
- Titre : Joli Désastre
- Titre original : Beautiful Disaster
- Réalisation : Roger Kumble
- Scénario : Roger Kumble d'après le roman de Jamie McGuire
- Musique : Sam Ewing
- Photographie : Joshua Reis
- Montage : Matthew Rundell
- Production : Mark Clayman, Jonathan Deckter, Roger Kumble et Brian Pitt
- Société de production : Voltage Pictures
- Pays :  États-Unis
- Genre : Romance et comédie dramatique
- Durée : 96 minutes
- Dates de sortie : 
  -  États-Unis : 12 avril 2023
  -  France : 5 mai 2023 (Amazon Prime Video)

## Distribution
- Dylan Sprouse : Travis Maddox
- Virginia Gardner : Abby Abernathy
- Austin North : Shepley Maddox
- Samuel Larsen : Jesse Viveros
- Neil Bishop : Parker Hayes
- Brian Austin Green : Mick Abernathy
- Libe Barer : America Mason
- Rob Estes : Benny
- Autumn Reeser : le professeur Felder
- Michael Cudlitz : Jim Maddox
- Trevor Van Uden : Thomas Maddox
- Micky Dartford : Tyler Maddox
- Declan Michael Laird : Taylor Maddox
- Leart Dokle : Vince
- Manal El-Feitury : Bursa
- Owen Davis : Beau
- Jack Hesketh : Trenton Maddox
- Euan Macnaughton : Yates
- Akshay Kumar : Adam
- Marko Novkov : Brady Hoffman
- Tihomir Vinchev : Chernobyl

## Accueil
Le film a reçu un accueil défavorable de la critique. Il obtient un score moyen de 25 % sur Rotten Tomatoes.